# Wetworks
Wetworks es un grupo de superhéroes así como la serie de historietas donde el mencionado equipo hizo su primera aparición, creado por el artista de cómics Whilce Portacio y el escritor Ryan Choi. Un segundo volumen fue escrito por Mike Carey, con Portacio volviendo a su deber en los dibujos, comenzando en 2006 y terminando en 2009, siendo originalmente publicados para el sello WildStorm (previamente para Image Comics y posteriormente adquiridos para DC Comics junto con el sello WildStorm, quienes se encargaron del segundo volumen, y siendo los actuales propietarios). La historia del equipo se trata sobre un grupo de soldados de Black Ops especializados, mutados con un gen activo al ser expuestos con un Simbionte dorado, que les permite luchar contra las fuerzas sobrenaturales.

## Historia sobre la publicación
Originalmente como uno de los títulos que fue lanzado para la editorial Image Comics hacia 1992, no vio la luz hasta julio de 1994 debido a la muerte de la hermana del creador, Whilce Portacio. Luego de que fuese solicitado de nuevo ser por fin publicado, esta vez siendo reimpreso por el entonces editor de WildStorm, Jim Lee, la serie original constó de 43 números, entre 1994 a 1998. Los primeros 3 números se recopilarían en una edición de bolsillo especial en 1996, bajo la editorial y sello Image/WildStorm.
Un relanzamiento de la misma serie comenzó en 2006 hecha por el escritor Mike Carey y el creador Whilce Portacio, ahora directamente en el sello WildStorm y bajo la autoridad propietaria de DC Comics quien para ese momento dicho sello era propiedad luego de la compra del sello a Jim Lee., Continuaría mostrando al líder original del equipo, Dane, cuando él y Mother One conformarían a un nuevo equipo de Wetworks que continuarían combatiendo fuerzas sobrenaturales. A partir del #10, el equipo creativo cambiaría por el escritor JM DeMatteis y a los artistas Joel Gómez y Trevor Scott, con Portacio permaneciendo como artista de las portadas. La nueva serie sería sin embargo, cancelada en el #15.
Wertworks reaparecería como uno de los one-shots del evento "WildStorm: Armaggedon", pero no formarían parte de las series que posteriormente serían relanzadas tras el evento World's End.

## Trama
Wetworks son un equipo de soldados provistos de un meta gen especial, que sirven al Team 7 como un equipo de operaciones encubiertas en el Universo WildStorm, debido a que el protagonista principal del equipo, Jackson Dane, fue miembro activo del Team 7 original. Desde el primer número de dicha serie homómima, el Team 7 fue enviado a una misión (suicida) liderada por el director la organización Operaciones Internacionales, Miles Craven. La misión era entrar en un enclave terrorista en la península de raanes (Europa del Este) y extraer un agente biológico que los terroristas tenían en su poder. Una vez que el equipo alcanzó su objetivo, descubrieron que alguien había atacado el enclave antes que ellos.  Mientras investigaban, el equipo encontró varios grandes tubos transparentes que contenían algún tipo de líquido dorado. En ese momento, unos explosivos que llevaban se activaron por control remoto, mostrandoles una cuenta regresiva de 10 minutos.
Un francotirador oculto disparó a uno de los tubos cuando el miembro del equipo Clayton "Claymore" Maure lo estaba examinando. El tubo se rompió y el líquido dorado saltó sobre Claymore como si estuviera vivo, cubriendo todo su cuerpo. COmo no fuese suficiente, los demás también fueron atacados por algunos terroristas que toda vía se encontraban en aquel lugar. Los terroristas comenzaron a disparar, pero las balas rebortaron sobre el cuerpo dorado de Claymore. El tiempo marcaba y el coronel Dane decidió que el equipo debería abrir los tubos restantes para usar los simbiiontes de oro como escudo protector contra la detonación de los explosivos.
Tras la detonación, el enclave fue destruio, pero el Team 7 salió ileso del fuego. Eso fue cuando un grupo de aviones que se encargaban de despejar el área de O.I. (un grupo de tres aviones) les ordenaron entrar y eliminar a cualquier miembro del equipo que hayase sobrevivido. El jefe del equipo que se encargaba de hacer dicha limpieza, conocido como Mother One (que también se había cubierto el simbionte de oro) descubrió la traición y logró manipular su avión y los estrelló contra los otros dos aviones junto con el que volaba al embestirlos. Mother One explicó al Team 7 que fueron utilizados para los fines de Craven, pero que era mejor que le acompañaran, debido a que su verdadero jefe, el industrial Armand Waering, descubrió el complot y les dijo que le acompañaran a verle.
El coronel Dane aceptó a regañadientes, y comenzaron a trabajar para Armand Waering. Waering les dijo que quería matar a la "Nación Vampírica", una organización sobrenatural que quería tomar el control y dominio del mundo de los humanos. Lo que no le dijo al equipo fue que en realidad era Jaquar, líder de Werenation.
Dos miembros de Wetworks morirían tempranamente en batalla contra los no-muertos. Flattop y Crossbones. Más tarde, el hermano de Pilgrim, Nathaniel Blackbird, se uniría al escuadrón, y se enteraron de que el y Pilgrim (desconocidos para el escuadrón) eran de hecho, hombres lobo. Varios miembros del escuadrón murieron durante una misión importante durante al gun tiempo después, incluyendo a Dozer y a Claymore, Wetworks finalmente sería disuelto tras el la muerte de su líder. Recientemente, Dane reactivaría al equipo para hacerle frente a los cambios de la realidad cauadas por otro superequipo, convirtiéndose en portales utilizados por fuerzas de otra dimensión.

### World's End
Después de la destrucción masiva de la población de la Tierra que había quedado devastada a partir de lo relatado por la miniserie El numero de la bestia, John Lynch exmiembro del antiguo equipo Team 7, convencería a Dane y a los Wetworks para que se reúnieran con el equipo, en un intento por revertir la devastación hecha en la Tierra y restaurarla a su estado anterior.
Dane rechaza su propuesta ya que no cree en una simple solución, por lo que prefiere encargar a los Wetworks de defender a la raza humana de los vampiros.

### Los Nuevos 52/DC Renacimiento
El reboot de las series y continuidad del Universo DC hizo fusionar el Universo WildStorm a la continuidad, a pesar de que en reiteradas ocasiones simplemente fueron mencionados, sólo hasta el relanzamiento del Sello Wildstorm en 2017 cuando produjo una serie titulada The Wild Storm, que solo hasta el #6 se hizo mención del equipo oficialmente en el Universo DC.

## Personajes
Miembros del equipo Original
- Claymore: CLayton H. Maure

Nexus de todos los simbiontes, le permite acceder y combinar todos los poderes de los equipos.
- Crossbones: Nicholas A. Jones [KIA Wetworks #3]
- Dane: Jackson Michael Dane, Miembro del equipo original Team 7

Reactivado su Meta-Gen. Encargado de impida que su Meta-Gen y a su vez protegerlo se uniera al simbionte.
- Dozer: Joseph H. Mendoza

Con el poder de aumentar su fuerza y tamaño. Los orbes genéticos le proporcionan información sensorial sobre su entorno.
- Flattop: Jackson Phillips [KIA Wetworks #3]
- Grail: Salvador Joel Alondray

Su especialidad es convertirse en un ser de energía, provisto de escudos energéticos y de proyección del mismo. Puede extender su forma para crear armas cuerpo a cuerpo a partir de su poder de la manipulación de energía.
- Jester: Cord Dexter Leymore

Se puede transformar en un ser en forma líquida permanente, cambiar y transformarse en cualquier forma, aunque de manera limitada, lo que le permite no tener que depender de algún alimento para sobrevivir.
- Mother One: Rachel L. Rhodes.

Cyborg con Tecnopatía aumentada, vampirismo, además cuenta con un sistema de protección láser.
- Pilgrim: Maritza Blackbird

Poder de invisibilidad por tiempo limitado, puede realizar viajes dimensnionales, teletransportación. Se suprimió su poder de convertirse en Lobo.
- Blackbird: Nathaniel Blackbird

Hombre-Lobo: Sus habilidades le permite tener mejores sentidos, superfuerza, reflejos y agilidad.
Miembros del segundo equipo
- Dane: Jackson Michael Dane
- Mother-One: Rachel L. Rhodes
- Dustwalker: Ab-Death

## Ediciones Recopilatorias
Se han publicado una colección basada en la primera serie, de manera recopilada:
- Wetworks Rebirth (Recoplia #1-3 96 Páginas Image Comics/WildStorm), octubre de 1996. ISBN 1-887279-33-4

La segunda serie, recopiló en dos tomos comerciales:
- Wetworks Vol. 1 (Recopila #1-5 y otras historias adicionales, 136 páginas, DC Comics/WildStorm. Octubre del 2007) ISBN 978-1-4012-1375-6
- Wetworks Vol. 2 (Recopila #6-9; 13-15, 160 páginas, DC Comics/WildStorm. Enero del 2008) ISBN 978-1-4012-1639-9

## En otros medios
Dos figuras de acción del equipo Wetworks fueron producidas por la división de juguetería de Todd McFlarne de Image Comics entre 1995 a 1996.

## Relacionados
- WildC.A.T.s.
- Stormwatch
- The Authority
- Deathblow
- Operaciones Internacionales
- Team 7
- Gen¹³

- Datos: Q2002241